# Parametro di solubilità di Hansen
Il parametro di solubilità di Hansen è un coefficiente sperimentale introdotto da Charles Hansen per predire la solubilità di un soluto (ad esempio un polimero) in un solvente.
La definizione del parametro di Hansen discende dall'osservazione sperimentale che "il simile scioglie il simile", per cui si forma una soluzione se l'energia di dissoluzione del soluto nel solvente è paragonabile all'energia che si esplica tra le molecole di soluto puro.
Per avere una migliore predizione, l'energia di dissoluzione viene inoltre scomposta da Hansen in 3 contributi, per cui si deve avere la somiglianza di tutti e tre questi contributi, che sono:
- {\displaystyle \ \delta _{d}}: energia delle forze di dispersione (forze di van der Waals)
- {\displaystyle \ \delta _{p}}: energia associata ai Legami intermolecolari dipolari
- {\displaystyle \ \delta _{h}}: energia associata ai legami idrogeno.

Per verificare la solubilità di un soluto in un determinato solvente, si traccia anzitutto in uno spazio tridimensionale {\displaystyle \ (\delta _{d},\delta _{p},\delta _{h})} (detto "spazio di Hansen") una sfera centrata nel punto {\displaystyle \ (\delta _{d2},\delta _{p2},\delta _{h2})} e con raggio pari a:
{\displaystyle \ (Ra)^{2}=4(\delta _{d1}-\delta _{d2})^{2}+(\delta _{p1}-\delta _{p2})^{2}+(\delta _{h1}-\delta _{h2})^{2}}
in cui gli apici "1" e "2" si riferiscono rispettivamente al solvente e al soluto.
Quindi si individua nello spazio di Hansen il punto corrispondente al solvente, e a seconda della posizione reciproca di tale punto rispetto alla sfera rappresentativa del soluto si realizzerà uno dei seguenti casi:
- il punto rappresentativo del solvente sta dentro la sfera rappresentativa del soluto: si ha miscibilità totale;
- il punto rappresentativo del solvente sta sulla superficie della sfera rappresentativa del soluto: si ha miscibilità parziale;
- il punto rappresentativo del solvente sta fuori dalla sfera rappresentativa del soluto: in questo caso non si ha miscibilità.